# Kunle Odunlami
Kunle Ebenezer Odunlami (ur. 5 marca 1990 w Lagos) – nigeryjski piłkarz występujący na pozycji środkowego obrońcy w reprezentacji Nigerii. Znalazł się w kadrze na Mistrzostwa Świata 2014.